# Качанишки пролом
Качанишкият пролом, наричан също Качанишко ждрело (на албански: Gryka e Kaçanikut), е пролом на река Лепенец, Южно Косово.
Простира се южно от град Качаник до границата със Северна Македония.
В Качанишкия проход са разбити австрийските войски след потушаването на въстанието на Карпош.